# Manaka Inaba
Manaka Inaba este o fosta membră din trupele Juice=Juice, Country Musume. Înainte de a veni membru în trupa Country Musume, a făcut parte din „Hello! Pro Kenshuusei” din 2013 până în 2014.

## Profil
- Nume:Manaka Inbaba
- Nickname:Manakan
- Data de nașterii:27 decembrie 1997
- Tipul de sânge:B
- Înălțime:151 cm
- Hobby-uri preferate:ascult muzica,vizionarea de filme și drame

## Trivia
- Este un fost membru al grupului idol PEACEFUL.
- Are un frate mai mic.
- A fost dansatoare de rezervă pentru EXILE la Kouhaku 2010.

## Trupe
- Country Musume
- Juice=Juice
- Hello! Pro Kenshuusei

## Filmografie
- The Girls Live
- Utanavi!
- Hello! Station
- Country Girls no Taidama Radio Kenshuuchuu
- Kiezetsu Suruhodo Aishiteru!

## Vezi și
- Country Musume
- Juice=Juice